# Shin Kamen Rider: Prologue
Shin Kamen Rider: Prologue (真・仮面ライダー 序章 Shin Kamen Raidā Joshō?, Traducido como El Prologo de Shin Kamen Rider) es la undécima producción de la franquicia, pasando por alto las raíces de la serie.
Fue un trabajo de celebración del vigésimo aniversario de la serie, dirigida a los ahora adultos fanes de la serie original, tomando la esencia del Kamen Rider y su origen, situándolo en un contexto de violencia y realismo. Este cambio drástico solo atrajo algunos fanes y no fue un gran éxito, perdiendo oportunidad de darse seguimiento como se había previsto. Esta película cuenta con un Kamen Rider, que caracteriza más a un monstruo que a un héroe.
Hasta hoy en día Shin Kamen Rider es un punto de debate para muchos fanes de la serie, algunos no pueden superar de que Shin no tiene un movimiento para la secuencia henshin, que no use un cinturón o que no monte alguna motocicleta. Sin embargo tiene un culto de respeto por ser un nuevo intento y quizá lo que se acerca más a la visión original de Shōtarō Ishinomori, creador de la franquicia.

## Trama
Los médicos genetistas Kazamatsuri y Onizuka están investigando las soluciones a enfermedades como el sida y el cáncer realizando experimentos para fortalecer el cuerpo humano. La prueba está sujeta Shin Kazamatsuri, corredor de carreras de motos hijo del Doctor Kazamatsuri. Desconocido para ellos, su costo es financiado por un sindicato, que planea utilizar esta investigación para tener los cuerpos de los hombres fortalecidos para su propio beneficio-ya que han experimentado en el ámbito de soldados cyborg, pero sin un logro satisfactorio. Sin embargo, no contaron con las propias ambiciones secretas de Onizuka; quería crear una nueva especie, por la fusión de un saltamontes con el ADN de la prueba del sujeto, con el fin de comenzar una nueva civilización y ser su dios. Él se puso a prueba a sí mismo, pero parece que tiene mayor éxito con Shin.
Mientras tanto, una criatura asesina está acechando la ciudad, mientras que Shin sueña con ello. Aunque él cree que él es el que provoca los asesinatos, finalmente se entera del plan de Onizuka y descubre que es Onizuka quien ha estado detrás de los asesinatos. Onizuka ha experimentado en sí mismo y alterado sus genes, para hacer de él un humanoide saltamontes, el poder de saltamontes le dio telepatía que le permitió comunicarse con Shin, por lo que este es testigo de los asesinatos.
El sindicato se entera de los planes de Onizuka y le han institucionalizado. Como si el sindicato no fuera problema suficiente, un agente de la CIA sigue el rastro de Shin para eliminarlo, para no conocer la verdadera amenaza que podría crear. El rechazado Shin investiga todo lo que pueda sobre el experimento al que tontamente se ofreció como voluntario para la modificación de su cuerpo, poniendo a él ya sus seres queridos en peligro.
- Datos: Q2412797